# Papilio morondavana
Papilio morondavana је врста лептира из породице једрилаца (лат. Papilionidae).

## Распрострањење
Мадагаскар је једино познато природно станиште врсте.

## Станиште
Врста Papilio morondavana има станиште на копну.

## Угроженост
Подаци о распрострањености ове врсте су недовољни.